# Луций Юний Пулл
Луций Юний Пулл (лат. Lucius Iunius Pullus; III век до н. э.) — римский военачальник и политический деятель из плебейского рода Юниев, консул 249 года до н. э. Участник Первой Пунической войны.

## Биография
Луций Юний принадлежал к плебейскому роду Юниев, первые достоверные известия о котором относятся к концу IV века до н. э. Согласно Капитолийским фастам, отец и дед Луция Юния носили преномены Гай и Луций соответственно
Упоминания Луция Юния в сохранившихся источниках относятся к 249 году до н. э., когда он был консулом совместно с патрицием Публием Клавдием Пульхром. В это время шла Первая Пуническая война; Публий Клавдий, возглавивший флот, потерпел полное поражение при Панорме. Тогда Луций Юний отправился из Рима на Сицилию, чтобы организовать снабжение армии, осаждавшей Лилибей. Он смог собрать в Сиракузах флот из 120 кораблей и часть его отправил к Лилибею, а с другими остался ждать хлеб от некоторых италийских союзников.
Экипажи передовой эскадры римлян были вынуждены занять оборону на суше. Луций Юний, ничего не зная об этом, отплыл следом и неожиданно встретился с большим карфагенским флотом. Помня о судьбе своего коллеги, он не решился принять бой, но и отступить уже не мог, а поэтому бросил якорь у скалистого берега — по словам Полибия, «у крутой, во всех отношениях опасной местности». Начавшаяся вскоре буря не причинила вреда карфагенянам, более опытным в морском деле, но зато уничтожила весь римский флот. Полибий пишет, что «разрушение… было полное, превосходящее всякое вероятие». При этом Евтропий сообщает, что войско Луция Юния уцелело, так как берег был рядом.
Марк Туллий Цицерон и Валерий Максим сообщают, что причиной гибели флота стало пренебрежение Пулла ауспициями; по их данным, после этих событий Луций Юний покончил с собой. В то же время согласно Полибию и Диодору Сицилийскому, Пулл продолжил боевые действия на Сицилии и одержал победу, отчасти компенсировавшую потерю флота: римляне заняли гору Эрикс с находившимся на её вершине святилищем Афродиты, ставшую одним из важных опорных баз римлян на Сицилии.
В историографии нет единого мнения о том, какая из версий более правдоподобна. Известно, что после консулата Луций Юний уже не упоминается в источниках. В 248 году до н. э. народные трибуны Гай Фунданий Фундул и Поллион привлекли к суду Публия Клодия Пульхра, и существует предположение, что Поллион — это на самом деле Пулл. Кроме того, выдвигалась гипотеза, что рассказ о жертвенных цыплятах, отказавшихся клевать корм перед битвой и сброшенных в море со словами «Пусть пьют, раз не хотят есть», изначально относился к биографии Луция Юния и только позже стал частью биографии его коллеги Пульхра. Обе эти гипотезы не имеют весомых доказательств.